# Percopsidae
Percopsidae (Baarszalmen) zijn een familie van straalvinnige vissen uit de orde van Baarszalmen (Percopsiformes).

## Geslachten
- Percopsis Agassiz, 1849
- Amphiplaga  †
- Libotonius  †